# Conrado (cantor)
Conrado Fernandes Antunes simplesmente conhecido como Conrado (Belo Horizonte, 18 de outubro de 1967) é um cantor, compositor, ator e modelo brasileiro. É casado desde 1994 com a apresentadora Andréa Faria, com quem tem duas filhas.

## Biografia
Conrado começou sua carreira aos 12 anos de idade, em comerciais para a televisão em sua cidade natal.
Aos 14 anos, passou a apresentar e cantar, na TV Alterosa (afiliada ao SBT), num programa de videoclipes, de nome “Show da Tarde”. Numa dessas apresentações, Conrado foi observado pelo apresentador Augusto Liberato (Gugu), que estava na cidade acompanhando o grupo Dominó. Contratado, Conrado foi para São Paulo onde gravou seu primeiro LP solo pela gravadora RCA Vitor.
Alcançou sucesso com duas músicas, chamadas “Carente de você” e “Cat Geral”. Após isso transferiu-se para a gravadora Polygram. onde lançou seu segundo disco. Convidado por Renato Aragão, protagonizou o filme “Os Trapalhões na Terra dos Monstros”, cuja música “Beijo de Aranha” fazia parte da trilha.
Atuou em “Os Trapalhões”, na Rede Globo, durante 5 anos, além do filme “Os Trapalhões e a Árvore da Juventude”, cuja música tema era “Amazônia”, de seu repertório. Gravou outros cinco discos e teve outras de suas músicas nas paradas de sucesso, entre as quais “Encontro Casual”, “Enquanto a Chuva Cai”, “A Tarde” (onde cantava com Andréa Sorvetão), entre outras. Conrado permaneceu no grupo até o falecimento de Mussum, quando oficialmente o grupo se desfez.
Após, gravou um CD produzido pelo cantor Leandro, lançado pela gravadora Continental, no ano de 1995, quando retornou às paradas de sucesso com a música “Quero você”. Gravou então novo CD em Portugal, pela gravadora Vidisco, com a música de sua própria autoria:“Deixa eu te amar”.
Conrado começa a compor colocando a música “Vou Onde Você Estiver”, no último CD de “Leandro e Leonardo”. Também fez a música “Um Toque de Amor” da propaganda do Leite Moça.
Em março de 2002 sua mulher Andréa Faria posou nua para a revista Sexy, e no mesmo mês, ele próprio posou nu para a G Magazine.
Posteriormente, o cantor passou a compor canções evangélicas.
Em abril de 2016, Conrado integrou o elenco da primeira temporada reality show brasileiro da Rede Record Power Couple Brasil juntamente com sua esposa Andréa Sorvetão. Em setembro de 2017, é anunciado como um dos participantes da nona temporada do reality show brasileiro A Fazenda, da Rede Record, onde acabou indo para a "Roça" com a ex-chacrete Rita Cadillac, e perdeu com 40,17% dos votos, sendo o 6º eliminado da disputa milionária.
Em julho de 2018, Conrado é um dos 100 jurados do talent show da RecordTV, Canta Comigo.

## Polêmicas
No Dia dos Namorados de 2021, gravou um vídeo com a esposa para as redes sociais pedindo para ser patrocinado por marcas ou empresas por ser "artista, heterossexual, cristão e de família tradicional". A declaração não foi bem vista nas redes sociais, uma vez que o ator, que já ganhou dinheiro ao posar nu para a revista gay G Magazine, quis reforçar sua orientação sexual como valor no mercado. Após muitas críticas, o ator gravou um vídeo pedindo desculpas à comunidade LGBTQIA+ e afirmando que não se considera homofóbico.

## Discografia
- 1987 - Conrado
- 1989 - Conrado
- 1990 - Vou te Conquistar
- 1992 - Uma Noite Inteira
- 1996 - Escuta Meu Coração
- 2000 - Deixa Eu Te Amar[3]
- 2005 - Responsável por Mim[3]